# Mezquita del Rey Abdalá I

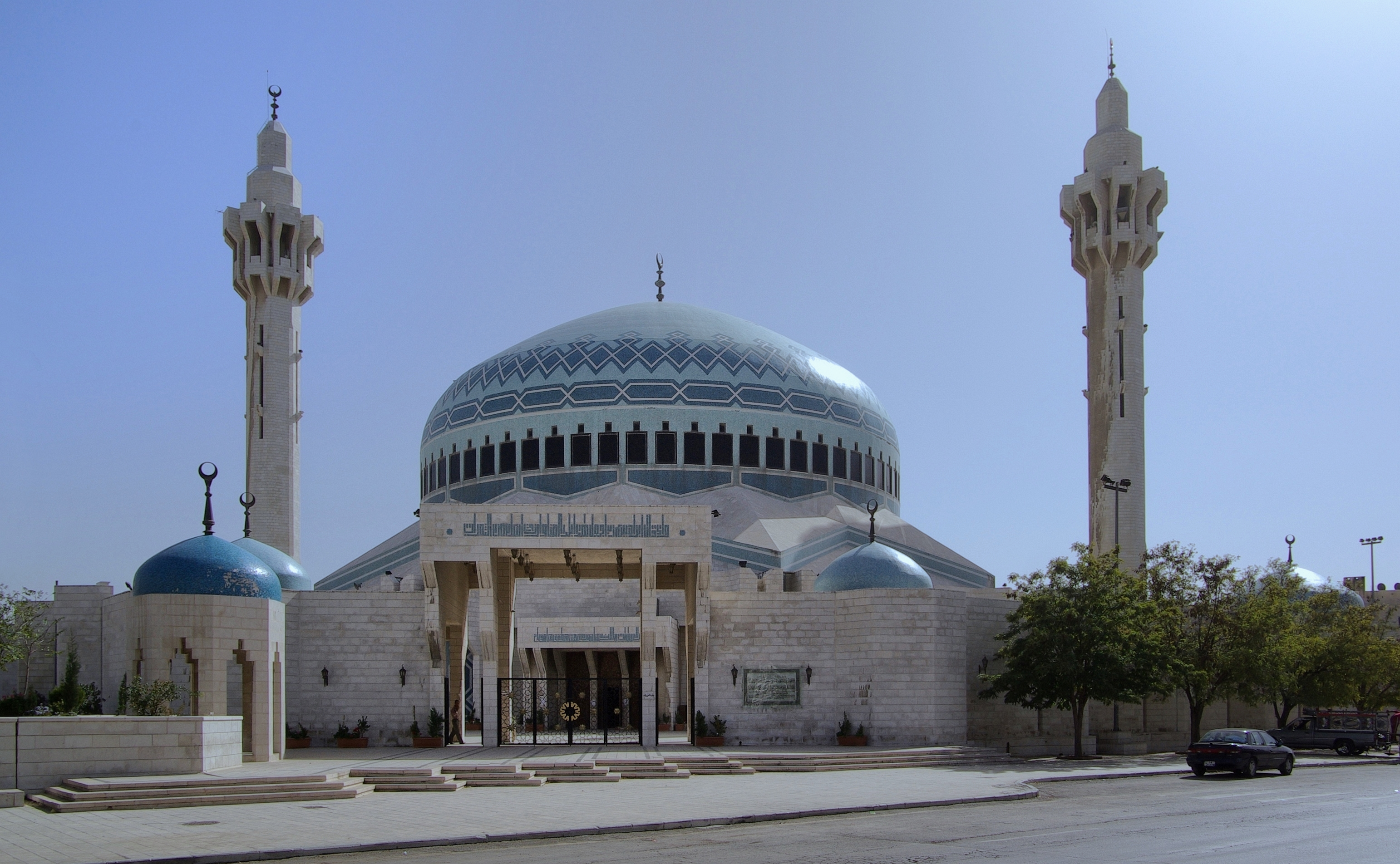
Exterior de la Mezquita del Rey Abdalá I.

La mezquita del Rey Abdalá I es una mezquita en Amán la capital de Jordania. Toma el nombre del rey jordano Abdalá I y fue construida entre 1982 y 1989, convirtiéndose en uno de los símbolos de la ciudad.
La mezquita está coronada por una cúpula cubierta con magníficos mosaicos azules y posee una capacidad de hasta 3.000 personas, además posee dos cúpulas más pequeñas y dos minaretes de arquitectura futurista. La mezquita está situada en la colina Jebel al-Weibdeh en la parte occidental de la capital jordana. 
Bajo la cúpula se encuentra una gran sala de oración para hombres, pero esta no se encuentra en la nave central sostenida por columnas, por lo que recuerda a la Cúpula de la Roca en Jerusalén. El complejo de la mezquita cuenta con un museo de historia y religión islámica.
El 11 de abril de 2006, a la Mezquita del Rey Abdalá I le fue retirado el título "Mezquita Nacional de Jordania", en favor de la recién construida Mezquita del Rey Hussein Bin Talal.

## Galería

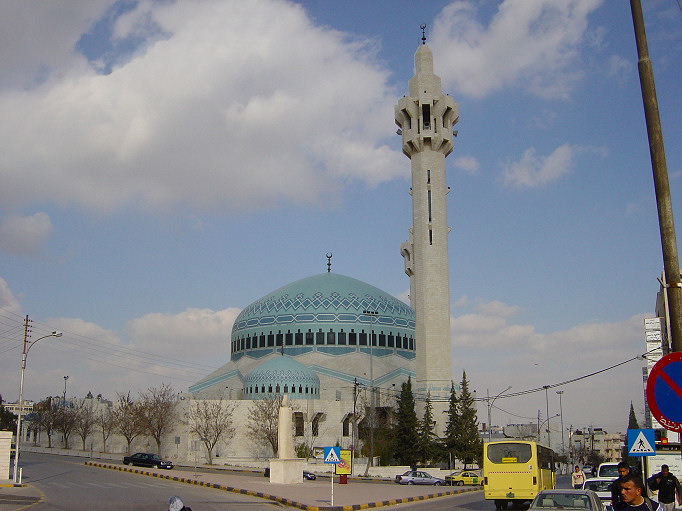
La mezquita y uno de sus minaretes.
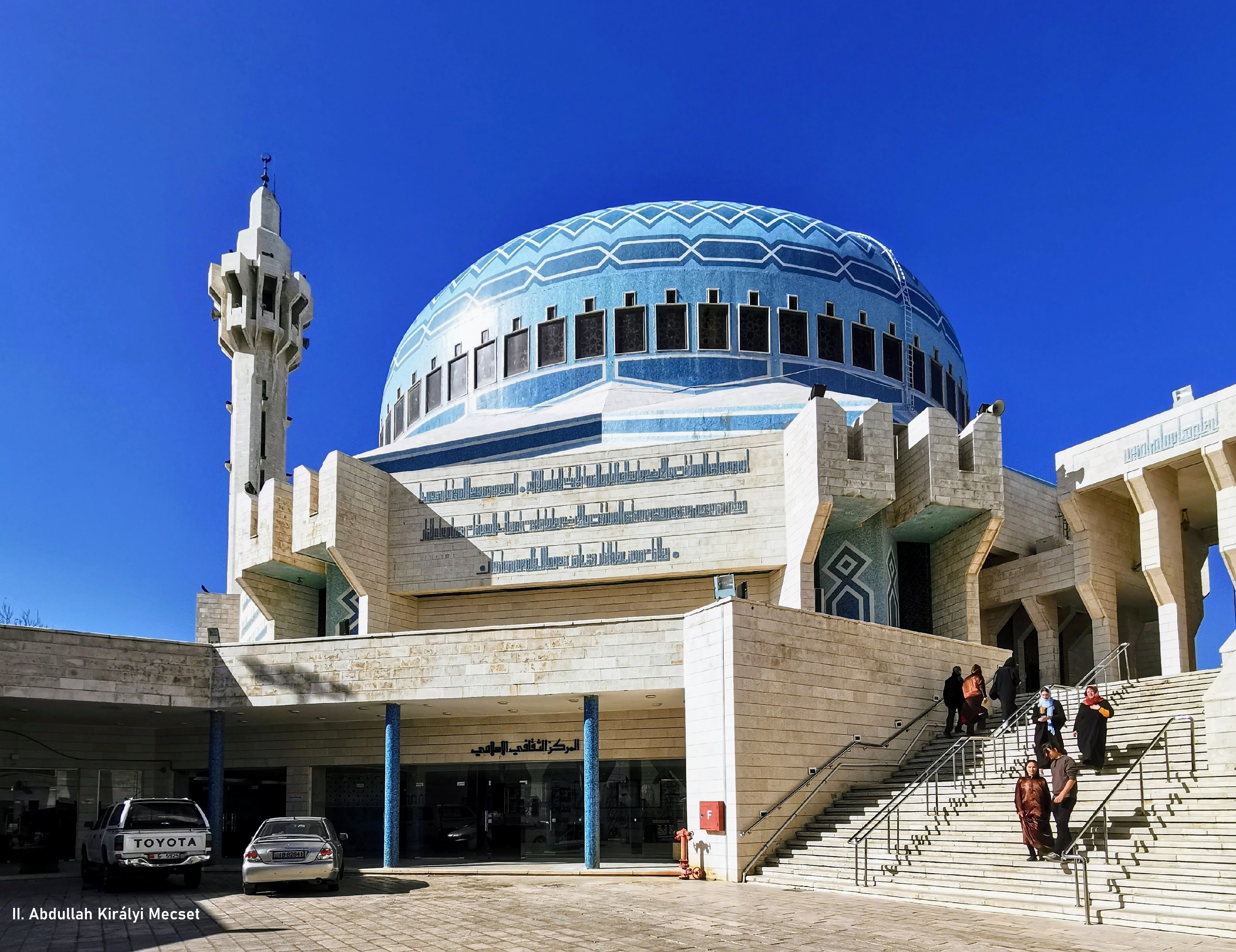
La mezquita y uno de sus minaretes.
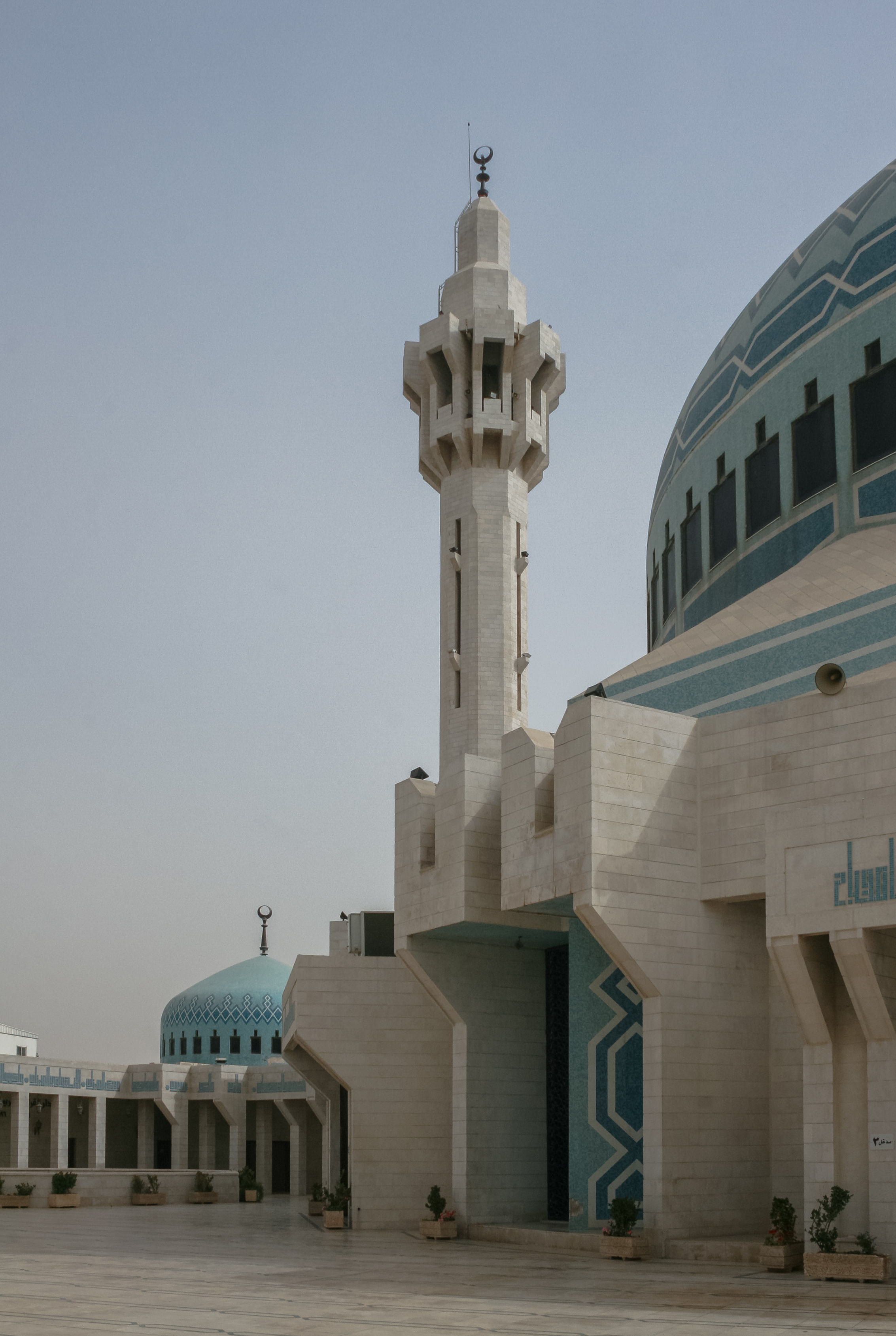
Detalle.
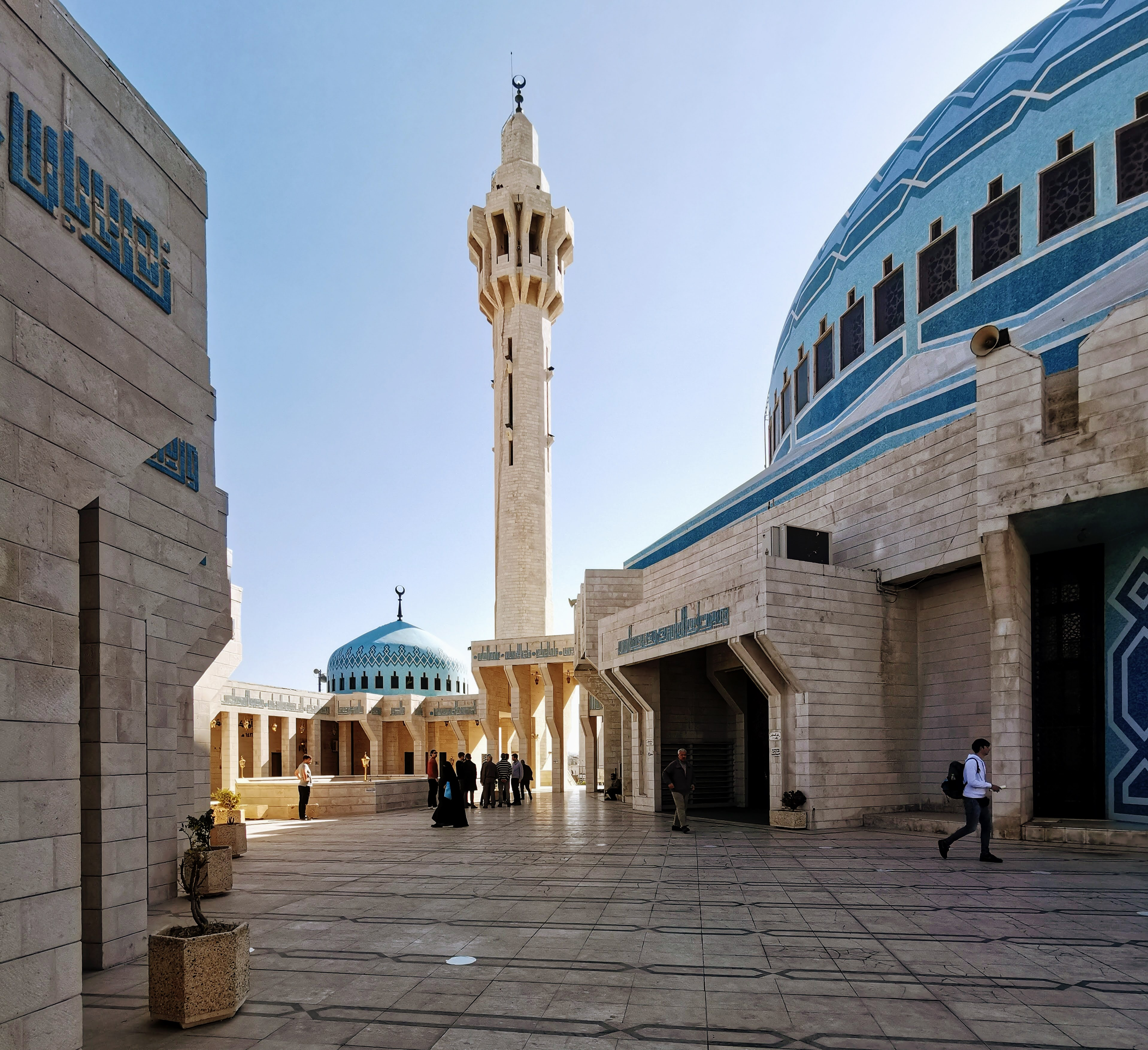
Detalle.
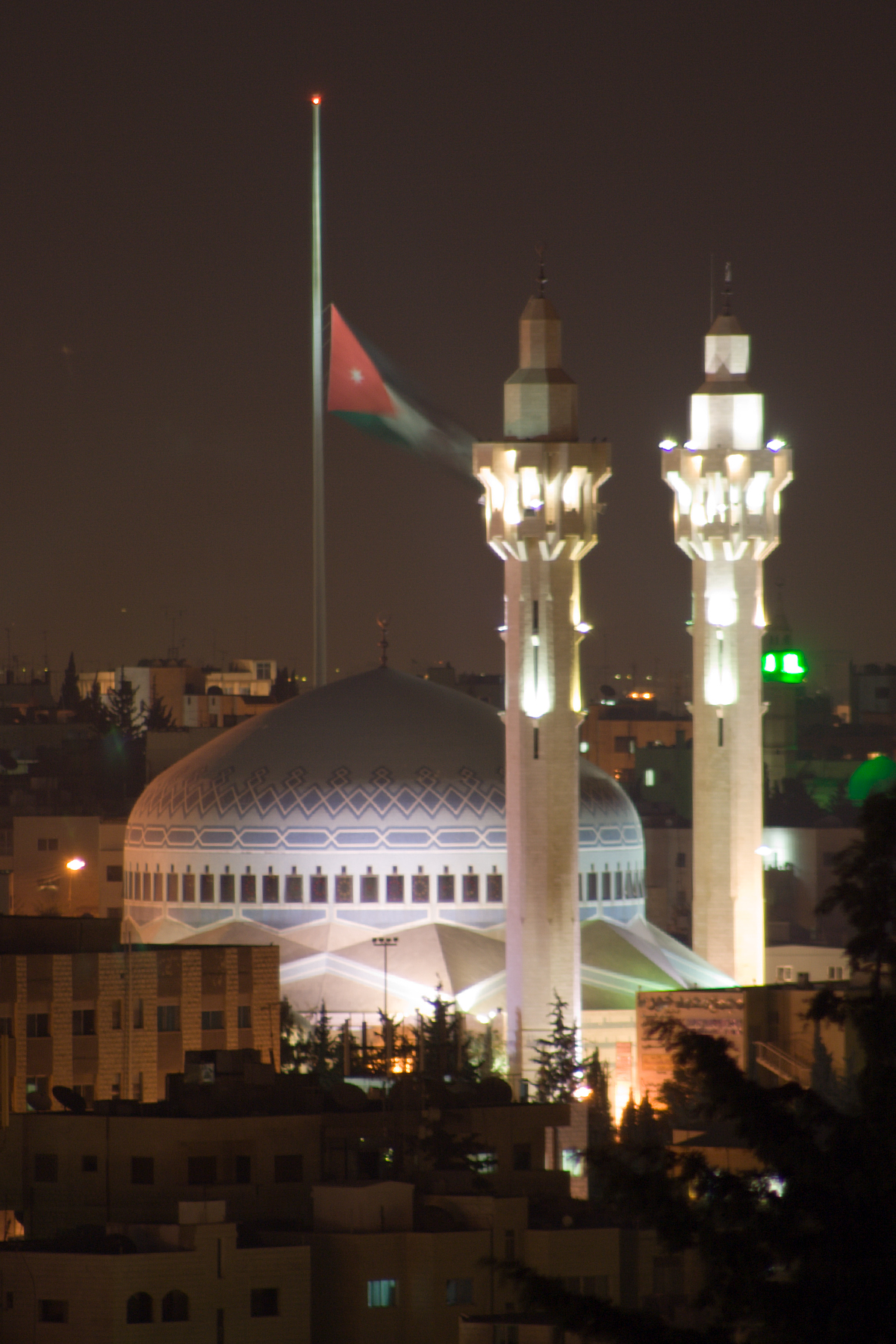
Panorámica nocturna de la mezquita con la famosa bandera jordana detrás.
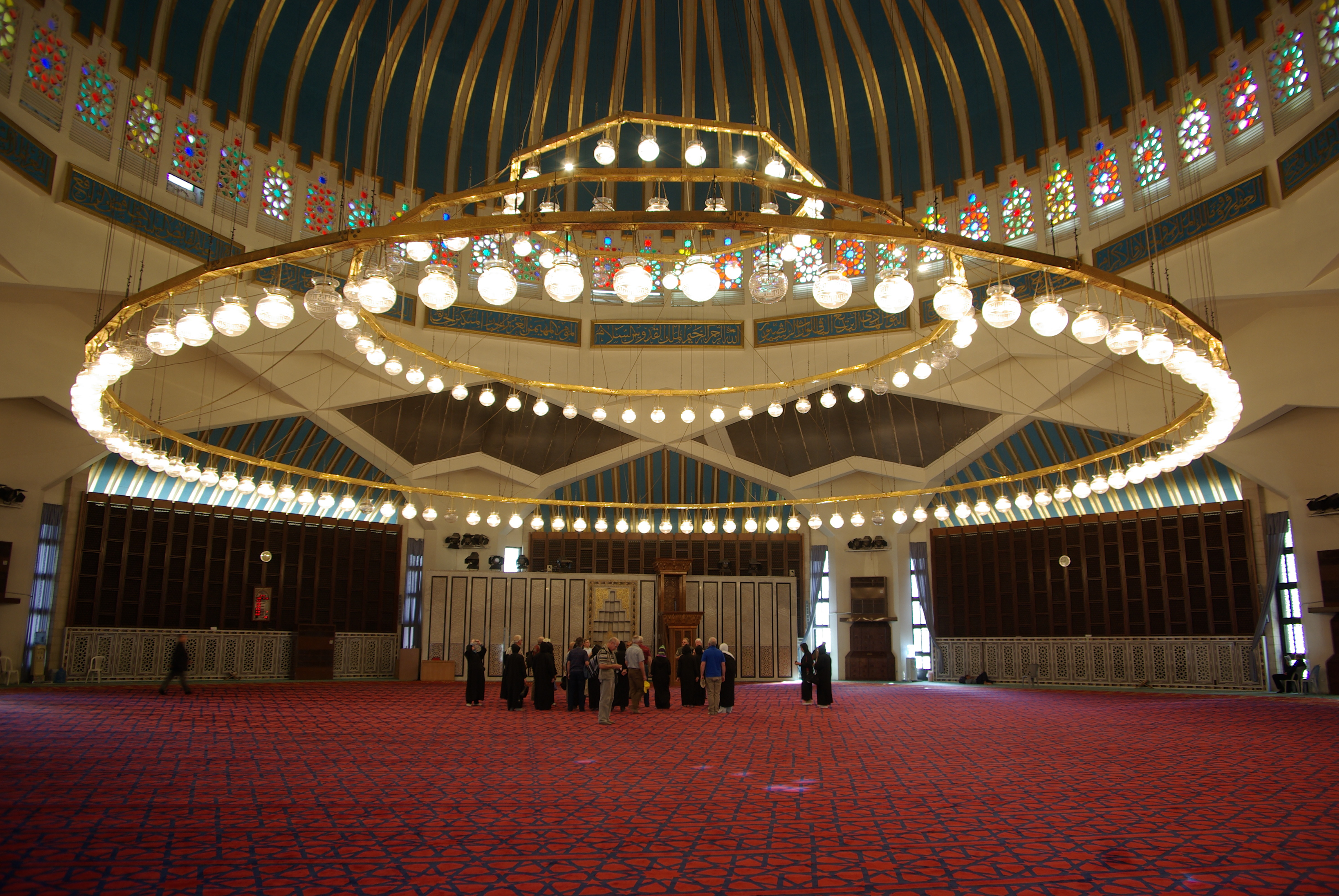
Interior de la mezquita.
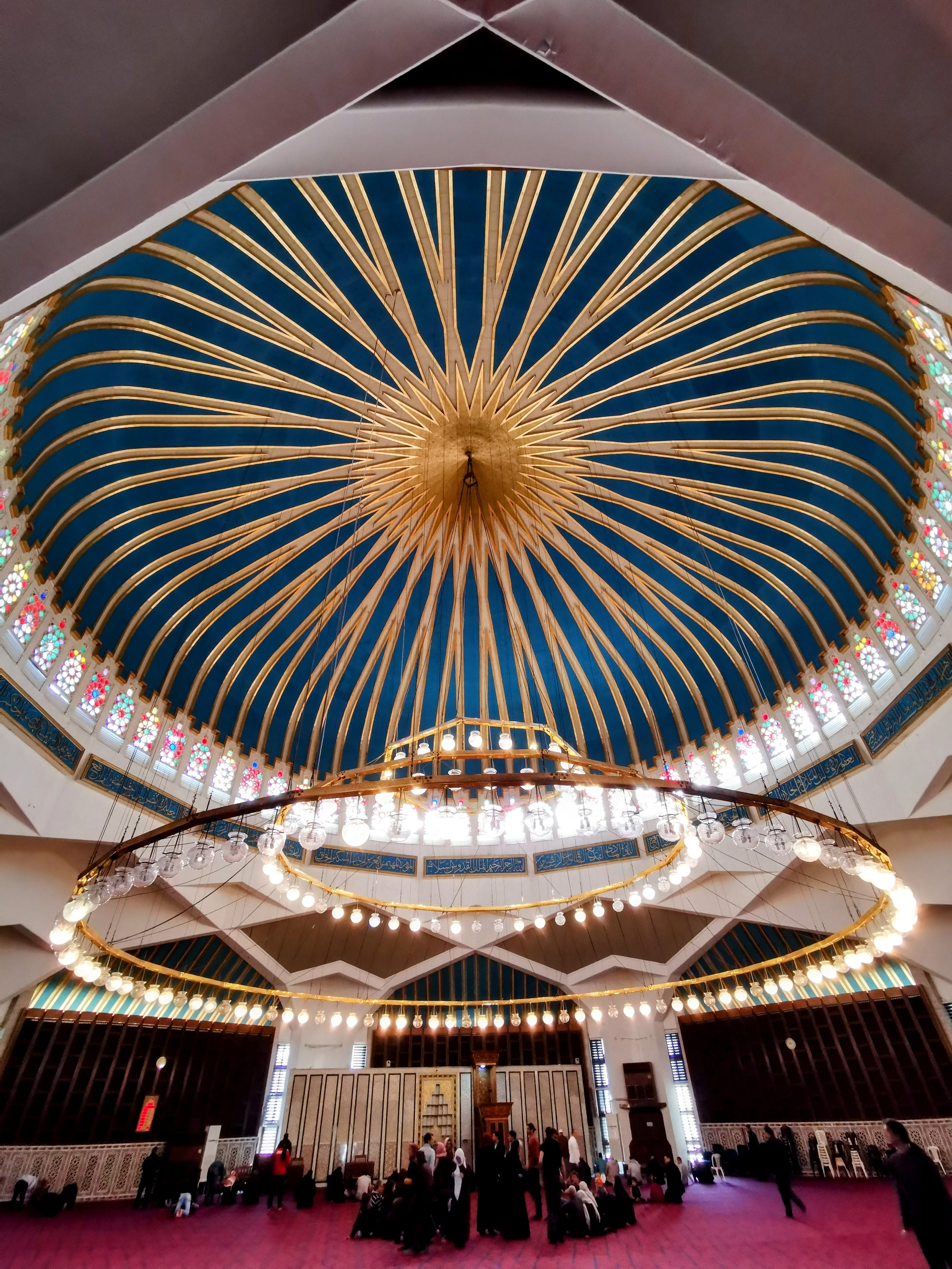
Interior de la mezquita.